# Le Bac G (album)
Cet article concerne l'album. Pour la chanson, voir Le Bac G (chanson).
Albums de Michel Sardou
Bercy 91 Bercy 93
Singles
1. Le Bac G
Sortie : avril 1992
2. Le Cinéma d'Audiard
Sortie : 26 octobre 1992

Le Bac G est le dix-neuvième album studio de Michel Sardou enregistré aux studios Méga et Guillaume Tell et paru chez Tréma le 5 avril 1992.
Paru à l'origine sous le simple titre Sardou, on lui attribue le titre Le Bac G car c'est le titre de la première chanson extraite de l'album et parue en single.

## Genèse et réalisation
Le titre Chanter quand même a été écrite par Patrick Sébastien (sous son nom de naissance Patrick Boulot). Le parolier y évoque notamment dans ce texte la disparition de son fils.
Le Chanteur des rues évoque les chanteurs publics.
Le grand réveil fut écrite par Sardou après sa rencontre avec des enfants handicapés.

## Fiche technique
- Référence originale LP : Tréma 310 391
- Référence originale CD : Tréma 710 391[3]
- Référence originale MC : Tréma 110 391
- Référence originale DCC : Tréma 130 391

### Liste des titres
| 1.    | Le Grand Réveil                 | Michel Sardou                      | Jean-Pierre Bourtayre                      | 5:06 |
| 2.    | Méfie-toi on t’aime             | Michel Sardou - Didier Barbelivien | Jean-Pierre Bourtayre - Michel Sardou      | 3:57 |
| 3.    | Le Bac G                        | Michel Sardou                      | Jean-Pierre Bourtayre - Michel Sardou      | 3:52 |
| 4.    | Tu ne sauras pas ce que tu veux | Michel Sardou - Didier Barbelivien | Jean-Pierre Bourtayre - Michel Sardou      | 3:01 |
| 5.    | Le Chanteur des rues            | Michel Sardou - Didier Barbelivien | Jean-Pierre Bourtayre - Michel Sardou      | 3:19 |
| 6.    | 55 jours, 55 nuits              | Michel Sardou                      | Michel Sardou                              | 3:46 |
| 7.    | Le Cinéma d’Audiard             | Michel Sardou - Didier Barbelivien | Jean-Pierre Bourtayre                      | 3:45 |
| 8.    | Chanter quand même              | Patrick Boutot                     | Jean-Pierre Bourtayre - Michel Sardou      | 4:00 |
| 9.    | La Chanson d’Eddy               | Michel Sardou                      | Michel Sardou                              | 3:37 |
| 10.   | Divorce à l’amitié              | Michel Sardou - Didier Barbelivien | Jean-Pierre Bourtayre - Didier Barbelivien | 3:49 |
| 38:12 |                                 |                                    |                                            |      |

### Musiciens
- Arrangements : Roger Loubet
- Guitare : Slim Pezzin
- Trompette : Pierre Dutour
- Basse : Christian Padovan
- Percussions : Marc Chantereau
- Synthétiseurs : Roger Loubet
- Chœurs féminins : Carole Fredericks, Yvonne Jones, Debbie Davis, Beckie Bell, Joniece Jamison et Ann Calvert
- Chœurs masculins : Jean-Jacques Cramier et Michel Chevalier

### Équipe technique et production
- Ingénieur du son :
  - Studio Guillaume Tell : Roland Guillotel assisté de Rodolphe Sanguinetti
  - Studio Méga : Thierry Rogen assisté de Laurent Mathieu et Lionel Philippe
- Mixages : Studio Méga par Thierry Rogen
- Réalisation : Michel Sardou et Jean-Pierre Bourtayre